# Schloss Wilanów

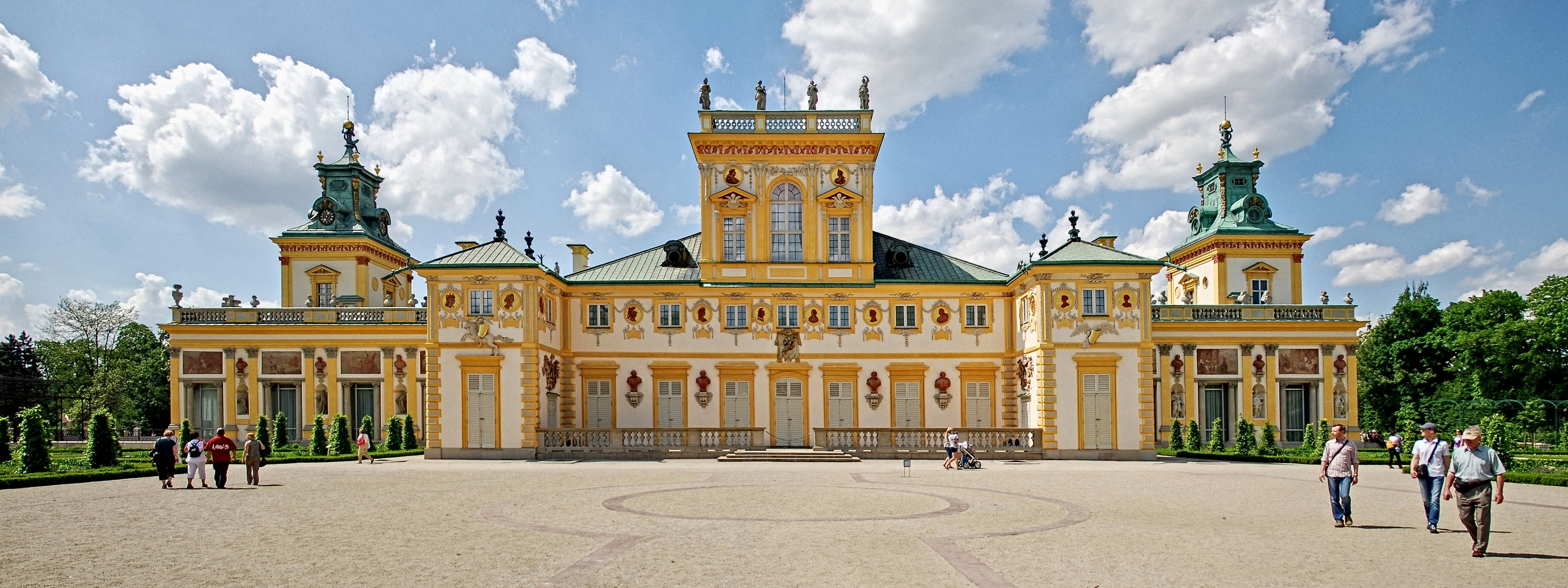
Schloss Wilanów, Gartenseite

Schloss Wilanów (polnisch Pałac w Wilanowie) ist die ehemalige Sommerresidenz der Könige von Polen in Warschau. Die barocke Dreiflügelanlage wurde ab 1677 im Auftrag von Johann III. Sobieski nach Entwurf von Augustyn Wincenty Locci erbaut. Hervorzuheben sind das Vorzimmer, das Prunkschlafzimmer und der Weiße Saal. Das „polnische Versailles“ dient seit 1805 als Museum.

## Schloss

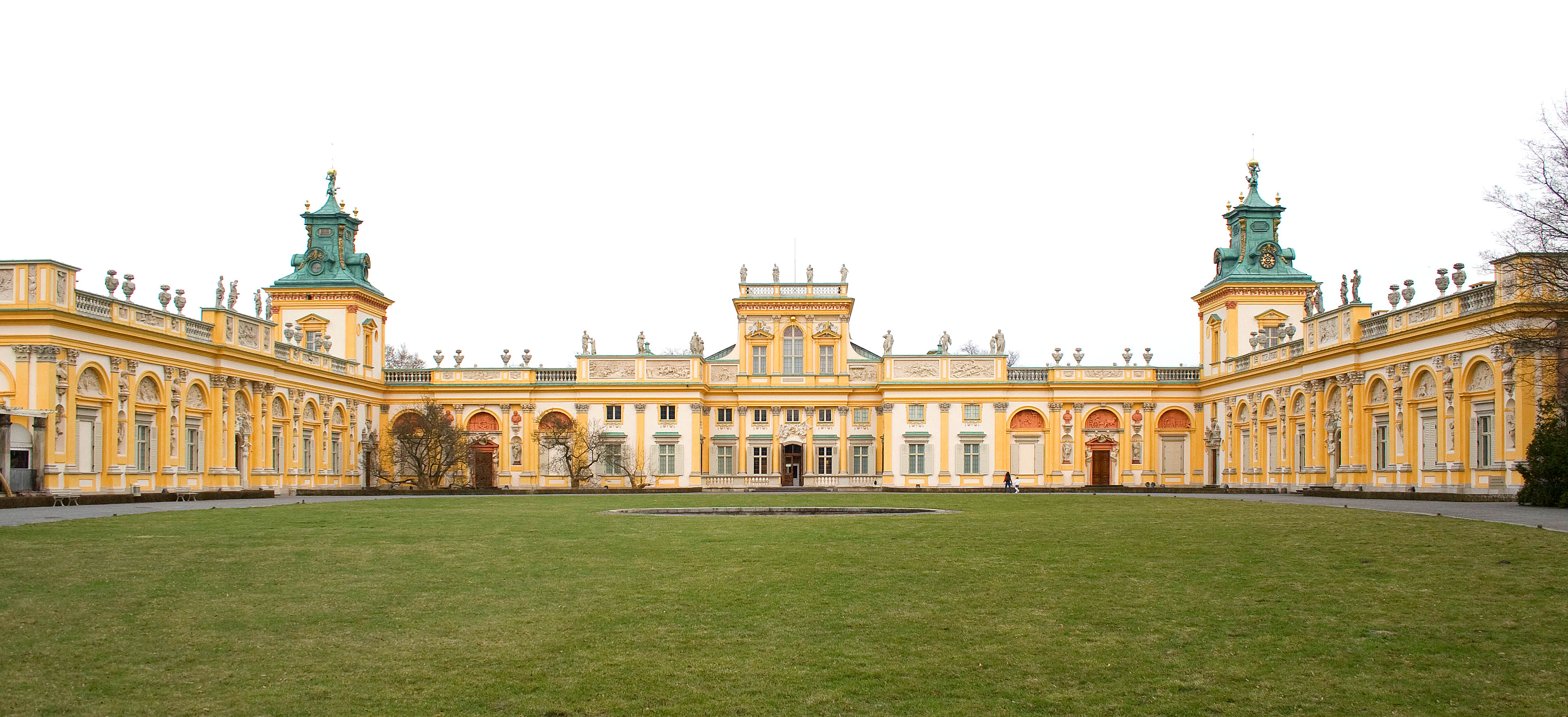
Schloss Wilanów, Hofseite

Das Schloss liegt am südlichen Ende des Warschauer Königswegs im Stadtteil Wilanów, dessen Name auf die polonisierte italienische Bezeichnung Villa Nuova zurückgeht. Es wurde in den Jahren 1677 bis 1679 von Augustyn Wincenty Locci im Auftrag von König Jan III. Sobieski erbaut und gilt aufgrund seiner kunsthistorischen Bedeutung als „polnisches Versailles“. Am Ausbau des Schlosses waren zahlreiche herausragende Künstler beteiligt, darunter der preußische Bildhauer-Architekt Andreas Schlüter. Nach dem Tod Sobieskis residierte sein Nachfolger König August II. der Starke hier bis 1700. Er war berühmt für die großen und ausschweifenden Feste, die er in dem Schloss veranstaltete. Danach ging die Anlage nacheinander in den Besitz der Magnatenfamilien Sieniawski, Lubomirski, Czartoryski, Potocki und Branicki über, die sie in den Formen der folgenden Epochen umgestalteten. Zur Herrschaft Wilanów gehörten verschiedene Dörfer und Residenzen in der näheren Umgebung, wie Gucin Gaj, Morysin, Natolin, Powsiń, Służew oder Ursynów.
Die barocke Ausstattung mit Büsten der antiken römischen Kaiser und Konsuln sowie Reliefs verherrlicht die Siege Jan III. Sobieskis und die Tugenden seiner Gemahlin Königin Marysieńka. Auf den beiden Türmen stehen Statuen von Atlas dem Titan. Das Schlossinterieur umfasst die Stilrichtungen Barock, Rokoko und Klassizismus. Im Schlossmuseum zu besichtigen sind die Prunkapartements des Königs und der Königin mit Originalmöbeln, das Potocki-Museum mit zahlreichen antiken Skulpturen aus der Sammlung der Potockis und die Wohnräume mit zahlreichen Gemälden, darunter das bekannte Porträt von Jan III. Sobieski als Türkenbezwinger zu Pferde. Die Sammlung barocker Sargporträts ist die größte auf der Welt. Besondere Beachtung verdient auch der Weiße Saal der Fürstin Izabela Lubomirska im Stil des Empire. Die parkseitige Fassade besitzt eine Sonnenuhr des Danziger Astronomen Johannes Hevelius, die neben der Uhrzeit auch das Tierkreiszeichen anzeigt. Seit 1805 beherbergt es das Schlossmuseum und ist für Besucher zugänglich.
Das Schloss wurde 1944 nach dem Warschauer Aufstand von der deutschen Wehrmacht geplündert und in Brand gesetzt; ihr ursprüngliches Ziel, dieses Symbol der polnischen Kultur vollständig zu zerstören, konnten sie jedoch aufgrund des Vorrückens der Roten Armee nicht mehr verwirklichen. Die Residenz wurde nach dem Zweiten Weltkrieg in der ursprünglichen Barockform wiederaufgebaut. Hinter der monumentalen Fassade der alten Reitschule befindet sich außerdem ein modernes Gebäude mit der ältesten, angesehensten und größten Kunstplakatsammlung der Welt, dem Plakatmuseum Wilanów.

## Park

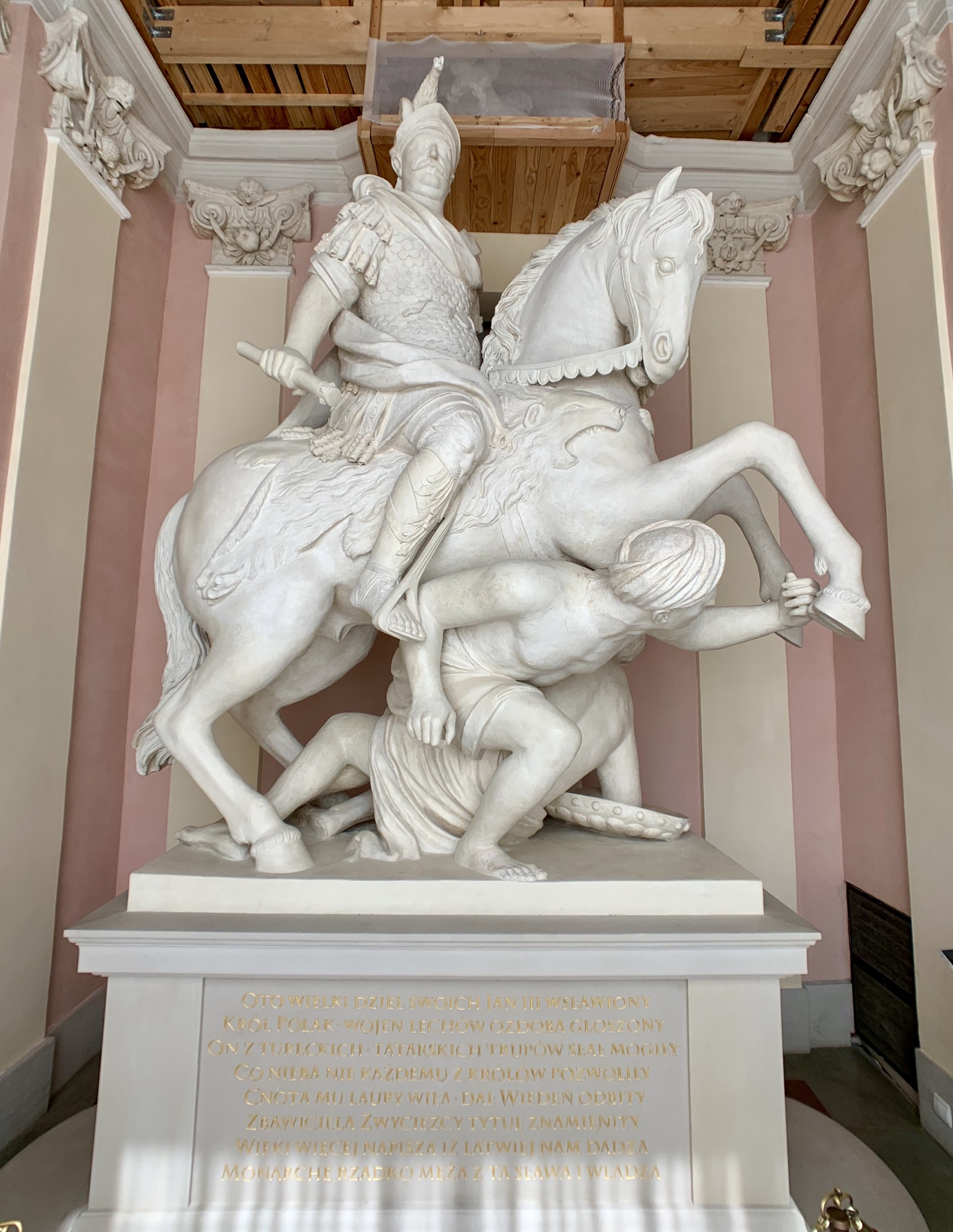
Reiterstatue Johann III. Sobieskis

Der Schlosspark Wilanów wurde im 17. Jahrhundert im Barockstil nach italienisch-französischem Vorbild auf einer Fläche von 43 Hektar angelegt. Später wurden Teile des Gartens im romantischen Stil umgestaltet. Zahlreiche Parkbauten und Skulpturen schmücken den Park. Der älteste Teil des Gartens wurde von Gerard Ciołek auf den Terrassen vor dem Schloss in geometrischen Formen, Fontänen und Figuren rekonstruiert. Im englischen Garten nördlich des Schlosses gibt es mehrere Sarkophage der Schlosseigentümer, Obelisken, Säulen, eine chinesische Altane und eine Orangerie mit einer Ausstellung der Bildhauerkunst und Dekoration. Im Stil der Neorenaissance ist der Rosengarten westlich des Hauptgebäudes gehalten.
In der Nähe des Schlosses verdienen die barocke Schmiede und das barocke Gasthaus Beachtung. Darüber hinaus verfügt der Schlosspark über eine Orangerie und einen chinesischen Pavillon im englischen Garten. Insbesondere das neogotische Grabmal über der Potocki-Gruft verdient Aufmerksamkeit. Das Mausoleum wurde 1799 bis 1892 errichtet, das Grabmal 1832 nach einem Entwurf von Henryk Marconi mit den Skulpturen von Jakub Tatarkiewicz und Konstanty Hegel fertiggestellt. Im Schlosspark befindet sich außerdem die Kirche St. Anna. Sie wurde in den Jahren 1772 bis 1775 für Adam Kazimierz Czartoryski im klassizistischen Stil errichtet und 1857 bis 1870 von Henryk Marconi und Jan Kacper Heurich im Stil der Neorenaissance umgebaut.